# Ernst Moser (Schriftsteller)
Ernst Moser (* 9. Januar 1863 in Königsberg i. Pr.; † 11. Juni 1927 ebenda) war ein deutscher Schriftsteller, Journalist und Verleger, hauptberuflich jedoch Buchhändler.

## Leben
Nach seinem Studium an der Albertus-Universität Königsberg wandte er sich früh dem Journalismus zu und verlegte ein Jahr lang eine Zeitung. Zur finanziellen Absicherung erlernte er den Beruf des Buchhändlers und machte sich Anfang 1890 mit einem eigenen Laden selbständig. Über die Theatergeschichte seiner Heimatstadt schrieb Moser ein Standardwerk. Zudem veröffentlichte er mehrere kleine Dramen, Romane, Schauspiele, Episodenromane und humoristische Bücher sowie zwischen 1904 und 1908 fünf Kriminalromane, von denen allerdings mit Ein Verbrechergenie nur der bekannteste 1910 eine Neuauflage erlebte. Darüber hinaus erschien in Königsberg unter seiner Redaktion zwischen dem 1. Oktober 1904 und 1907 die Theater- und Musikzeitung.
Moser war umfassend in den preußischen und gesamtdeutschen Kulturbetrieb integriert. Er unterhielt Korrespondenzen und Briefwechsel mit zahlreichen bekannten Schriftstellern, Künstlern, Politikern, Intellektuellen und anderen hochgestellten Persönlichkeiten seiner Zeit. Nachfolgende diesbezügliche Liste erhebt keinen Anspruch auf Vollständigkeit. 1927 starb Moser im Alter von 64 Jahren.
| Nationalität und Name              | Lebensdaten | Beruf                                                 |
| ---------------------------------- | ----------- | ----------------------------------------------------- |
| Gerhard Amyntor                    | 1831–1910   | Generalstabsoffizier, Schriftsteller                  |
| Ludwig Anzengruber                 | 1839–1889   | Schriftsteller                                        |
| Paul Friedrich August Ascherson    | 1834–1913   | Botaniker, Historiker, Ethnograph, Sprachforscher     |
| Robert Aßmus                       | 1842–1904   | Maler, Illustrator                                    |
| Hugo Behrens                       | 1820–1910   | Schriftsteller, Militärarzt                           |
| Ernst Berger                       | 1857–1919   | Maler, Fachschriftsteller                             |
| Arthur Berthold                    | 1855–1921   | Rechtsanwalt, Dramaturg                               |
| Karl Friedrich Wilhelm Beyer       | 1803–1887   | Gastwirt, Gelegenheitsdichter                         |
| Christian Ludwig Bokelmann         | 1844–1894   | Maler                                                 |
| Elisabeth Bürstenbinder            | 1838–1918   | Schriftstellerin                                      |
| Jacob Caro                         | 1835–1904   | Historiker                                            |
| Oskar Cohn                         | 1869–1934   | Politiker                                             |
| Hedwig Dietz                       | * 1855      | Schriftstellerin                                      |
| Julius Duboc                       | 1829–1903   | Philosoph, Schriftsteller                             |
| Carla von Dreifus                  | * 1866      | Malerin                                               |
| Elmar von Eschwege                 | 1856–1935   | Maler                                                 |
| Franz Evers                        | 1871–1947   | Buchhändler, Schriftsteller                           |
| Arthur Fitger                      | 1840–1909   | Maler, Dichter                                        |
| Hans Franck                        | 1879–1964   | Schriftsteller, Dramaturg                             |
| Karl Emil Franzos                  | 1848–1904   | Schriftsteller, Publizist                             |
| Oskar Frenzel                      | 1855–1915   | Maler                                                 |
| Gustav Freytag                     | 1816–1895   | Schriftsteller                                        |
| Siegwart Friedmann                 | 1842–1916   | Schauspieler                                          |
| Lucia Mathilde von Gelder          | 1864–1899   | Malerin                                               |
| Claire von Glümer                  | 1825–1906   | Schriftstellerin, Übersetzerin                        |
| Martin Greif                       | 1839–1911   | Dichter                                               |
| Ferdinand Gross                    | 1849–1900   | Schriftsteller, Redakteur                             |
| Max Halbe                          | 1865–1944   | Schriftsteller                                        |
| Hermann Heiberg                    | 1840–1910   | Schriftsteller                                        |
| Thomas Theodor Heine               | 1867–1948   | Maler, Zeichner, Gebrauchsgraphiker, Schriftsteller   |
| Wilhelm Hertz                      | 1835–1902   | Dichter, Germanist                                    |
| Johannes Heydeck                   | 1835–1910   | Maler                                                 |
| Wilhelmine von Hillern             | 1836–1916   | Schriftstellerin                                      |
| Wilhelm Jordan                     | 1819–1904   | Schriftsteller, Politiker                             |
| Franz Koppel-Ellfeld               | 1838–1920   | Dichterjurist, Dramaturg                              |
| Heinrich Kruse                     | 1815–1902   | Journalist, Dichter, Schriftsteller                   |
| Fritz Mauthner                     | 1849–1923   | Philosoph, Schriftsteller, Publizist                  |
| Luise Menzel                       | 1854–1929   | Keramikerin, Malerin                                  |
| Hans Meyer                         | 1846–1919   | Maler, Kupferstecher                                  |
| Ernst Fürchtegott Mohn             | 1835–1912   | Künstler, Maler, Kupferstecher                        |
| Otto Neumann-Hofer                 | 1857–1941   | Theaterdirektor, Schriftsteller, Redakteur, Intendant |
| Eduard Paulus                      | 1837–1907   | Kunsthistoriker, Archäologe, Dichter                  |
| Ludwig Pietsch                     | 1824–1911   | Maler, Kunstschriftsteller, Feuilletonist             |
| Karl Pröll                         | 1840–1910   | Schriftsteller, Redakteur                             |
| Mathilde Quednow                   | 1820–1900   | Schriftstellerin                                      |
| Wilhelm Raabe                      | 1831–1910   | Schriftsteller                                        |
| Rosa Wilhelmine Henriette Rübsamen | 1853–1922   | Schriftstellerin                                      |
| Theodor Schäfer                    | 1850–1932   | Pädagoge, Lehrer, Wanderer, Sachbuchautor             |
| Paul Schettler                     | 1864–1949   | Redakteur, Schriftsteller                             |
| Frida Schletterer                  |             | Sängerin                                              |
| Adolf Schreyer                     | 1828–1899   | Maler                                                 |
| Liska Schröder                     | * 1834      | Malerin                                               |
| Georg Schweinfurth                 | 1836–1925   | Botaniker, Afrikaforscher                             |
| Carl Stelter                       | 1823–1912   | Schriftsteller, Bankangestellter                      |
| Clara von Studnitz                 | 1844–1927   | Schriftstellerin                                      |
| Friedrich Theodor Vischer          | 1807–1887   | Literaturwissenschaftler, Philosoph                   |
| Luise Westkirch                    | 1853–1941   | Schriftstellerin                                      |
| Max Wolf                           | 1863–1932   | Astronom                                              |
| Ewald von Zedtwitz                 | 1840–1896   | Schriftsteller, Bezirkskommandeur                     |
| Karl Zettel                        | 1831–1904   | Lehrer, Dichter, Herausgeber                          |

## Werke (Auswahl)
- Sprüche, Sentenzen, Aphorismen lebender deutscher Dichter. 1885.
- Altdeutsche Weisen aus dem 12. bis 17. Jahrhundert. 1886, online.
- Otto mit dem Bart. 1887.
- Der Neffe. 1888.
- Der Singer von Lichtenstein. 1889.
- Humoristische Kleinigkeiten (Mit Beiträgen anderer). 1890.
- Auf wankendem Grunde. 1891.
- Königsberger Theatergeschichte. Karg & Manneck, Königsberg i. Pr., 1902, online.
- Aus einer kleinen Garnison. 1904.
- Vergangenheit. 1904.
- Der Geburtstag des sozialdemokratischen Zukunftsstaats. 1905.
- Schatten. 1906.
- Der Glückspilz. 1907.
- Eine verrückte Idee. 1907.
- Wetterwolken. 1907.
- Entlarvt. 1907.
- Das Kainsmal. 1907.
- Meerfahrt. 1907.
- Ein Ehetyrann. 1907.
- Sehnsucht. 1908.
- Ein Verbrechergenie, A. Weichert, Berlin, 1908.
- Gewitterwolken. 1909.